# Bombo legüero
Il bombo legüero è un tamburo tipico della musica andina.

## Descrizione
Il bombo ha un nome di origine onomatopeica, cioè deriva dal suono che produce ("bom-bo"). Il bombo ha le dimensioni e le caratteristiche di un timpano da batteria, ricorda gli antichi tamburi da parata militari. Il fusto è ottenuto dal tronco di un albero (in spagnolo ceiba) scavato in un pezzo unico, è quindi un oggetto completamente artigianale: ogni bombo è diverso dall'altro nelle misure e nel suono. Monta due pelli di capra e pecora (in spagnolo parces) intelaiate da cerchi in legno (in spagnolo aros) a cui sono collegati i tiranti in cuoio o corda.
Suonato al centro della pelle il suono è profondo e potente tanto che il suo nome legüero indica che nella campagna argentina poteva essere udito anche ad una lega (in spagnolo legüa) di distanza (tra i 4 e i 6 km), ha perciò avuto anticamente una funzione di strumento di comunicazione tra le comunità.
Tradizionalmente proviene dalle province indigene e meticce del nord dell'Argentina, quali Jujuy, Salta, Santiago del Estero, dove è il suono fondamentale dell'accompagnamento al canto e alla danza. È insostituibile nell'accompagnare la voce nella vidala e nella baguala, nella zamba, nel carnavalito e nella chacarera.
I diversi ritmi folclorici eseguiti con il bombo possono essere lenti e cadenzati o veloci, molto ricchi e complessi, dove si alternano i suoni gravi ottenuti colpendo sulla pelle ai suoni secchi e acuti con i palitos che colpiscono sul cerchio di legno.
Il bombo è in genere il solo strumento a percussione all'interno dell'organico strumentale folclorico argentino, formato classicamente da chitarre e charango, quenas o violino.
Recentemente, il bombo si è diffuso in tutti i paesi dell'area musicale andina (Bolivia, Perù, Cile, Ecuador) affiancando o sostituendo strumenti a percussione locali.
Tra gli interpreti conosciuti internazionalmente del folclore argentino, suonatori di bombo, si ricorda la grande cantante Mercedes Sosa.

## Descrizione organologica
Il tamburo appartiene alla famiglia dei membranofoni; il patch consiste in due membrane di pelle montate su di un fusto a forma di cilindro di legno. Viene suonato con bacchette o mazzette palos o palitos.